# Veliki južni komet iz leta 1865
Véliki južni komet iz leta 1865 (uradna oznaka je C/1865 B1) je komet, ki ga je odkril avstralski ljubiteljski astronom Francis Abbott (1799 – 1883) 17. januarja 1865 v kraju Hobart na Tasmaniji.

## Značilnosti
Njegova tirnica je bila parabolična. Soncu se je najbolj približal 14. januarja 1865 na razdaljo okoli 0,03 a.e..
Zemlji se je najbolj približal 15. januarja 1865 na razdaljo 0,94 a.e..